# チアミン
チアミン（英: thiamin, thiamine）は、ビタミンB1（英: vitamin B1）とも呼ばれ、ビタミンの中で水溶性ビタミンに分類される生理活性物質である。栄養素のひとつ。このほか、サイアミン、アノイリンとも呼ばれる。
糖質および分岐脂肪酸の代謝に用いられ、不足すると脚気や神経炎などの症状を生じる。酵母、豚肉、胚芽、豆類に多く含有される。
補酵素形はチアミン二リン酸(TPP)。

## 構造
分子式は C12H17N4OS である。
2-メチル-4-アミノ-5-ヒドロキシメチルピリミジン（ピリミジン部、OPM、構造式左半分の六角形の部分）と4-アミノ-5-ヒドロキシエチルチアゾール（チアゾール部、Th、構造式右半分の五角形の部分）がメチレン基を介して結合したもの。生体内では、各組織においてチアミンピロリン酸（チアミン二リン酸）に変換される。チアミン二リン酸は、生体内において各種酵素の補酵素として働く。チアミン三リン酸は、シナプス小胞において、アセチルコリンの遊離を促進し、神経伝達に関与するといわれている。

## 生理活性
血中濃度は通常68.1±32.1 (ng/mL)で40 (ng/mL)を切ると脚気などの欠乏症状があらわれるといわれている。リン酸基は構造式右側のヒドロキシ基（OH基）に結合する。結合するリン酸の長さにより、チアミン一リン酸（TMP, thiamine monophosphate）、チアミン二リン酸（TPP, thiamine pyrophosphate）、チアミン三リン酸（TTP, thiamine triphosphate）がある。

## 物性
- 分子量 300.81
- 水溶性。加熱により可溶性が増す。
- アルコールに不溶。
- 無色。
- アルカリ条件下で容易に分解。
- 弱酸性条件下で安定。

CAS番号 59-43-8

## 多く含む食品
- 大麦（麦飯）
- 酵母
- 豚肉
- 胚芽（米ぬか・ふすまなど）
- 豆類
- ソバ
- 全穀パン
- 牛乳
- 緑黄色野菜
- たらこ
- うなぎ
- カキ (貝)

酵母は、アルコール発酵によりピルビン酸を脱炭酸してエタノールを生成することができ、ピルビン酸デヒドロゲナーゼ（EC 1.2.4.1）の補因子であるチアミンを自ら合成できるとともに、培地に存在するチアミンを吸収し、細胞内に集積することができる。種によっては、その乾燥重量の10%近くのチアミンを集積できる。酒粕にも酵母が含まれているため、チアミンが含まれている。

## 摂取時の注意
1日の所要量は成人男性で1.1 ミリグラム、成人女性で0.8 ミリグラム。加えて、摂取エネルギー1,000 キロカロリーあたり0.35 ミリグラムが必要とされる。
食品中に含まれる総量のうち、約半分から1/3は調理中に失われる。水溶性であり、食材を水にさらすと流失してしまう。煮汁やゆで汁を利用すれば、食材から流失した分を取り戻すことができる。米を磨ぐ際は手早く少ない水量で行うか、無洗米・麦飯・玄米あるいは強化米を利用すると良い。
アルカリ条件下において分解が進むので、重曹を調理に利用すると分解されてしまう。ニンニクに含まれるアリシンと結合し、アリチアミンとなると吸収効率が向上する（詳細はニンニクを参照のこと）。
強度の労作や、消耗性疾患の罹患により要求量がかなり上昇する。一方で、脂質の摂取により、要求量が少し減少する。体内に貯蔵できる量は少なく、吸収効率は高くない。進行時の脚気など、胃腸が弱っているときにはさらに吸収効率が下がる可能性がある。こういった場合は、高吸収率のビタミンB1誘導体を摂取すると良い。過剰に摂取しても、速やかに排泄されるため問題はない。

## 欠乏症
- 脚気
- 代謝性アシドーシス（乳酸アシドーシス）
- ウェルニッケ脳症 - 慢性化するとコルサコフ症候群
- 多発性神経炎、神経痛、筋肉痛、関節痛、末梢神経炎
- 浮腫
- 心臓肥大、心筋代謝異常
- 馬のワラビ中毒
- チャステック病
- 大脳皮質壊死症
- 二次性肺高血圧症[3]慢性的に不足している条件では、神経系（脳を含む）におけるグルコース利用が困難になるため、多発性神経炎症状が出やすくなるといわれる。

## 過剰症
長期間の多量投与における障害は、現在のところ知られていない。過剰に摂取されたチアミンは速やかに尿中に排泄される。

## 生化学
各組織においてチアミンピロホスホキナーゼ（EC 2.7.6.2）の作用によりチアミン二リン酸に変換される。
EC 2.7.6.2 ATP + thiamine = AMP + thiamine diphosphate
チアミン二リン酸はチアミン二リン酸キナーゼ（EC 2.7.4.15）の作用によりチアミン三リン酸へと変換される。
EC 2.7.4.15 ATP + thiamine diphosphate = ADP + thiamine triphosphate

## 生理活性
チアミン二リン酸は、生体内において各種酵素の補酵素として、アルデヒド基転移の運搬体として働く。
例えば、TCAサイクルの入り口にある重要な反応に関わる。TCAサイクルは、細胞において糖質を代謝し、生体内でのエネルギー貯蔵形といわれるATPを合成する経路である。解糖系で生じたピルビン酸を脱炭酸してアセチルCoAに変換するピルビン酸デヒドロゲナーゼ複合体（EC 1.2.4.1、EC 1.8.1.4、EC 2.3.1.12三酵素の複合体）の反応に関与する。
pyruvate + CoA + NAD+ = CO2 + acetyl-CoA + NADH + H+

EC 1.2.4.1 pyruvate + [dihydrolipoyllysine-residue acetyltransferase] lipoyllysine = [dihydrolipoyllysine-residue acetyltransferase] S-acetyldihydrolipoyllysine + CO2

EC 1.8.1.4 protein N6-(dihydrolipoyl)lysine + NAD+ = protein N6-(lipoyl)lysine + NADH + H+

EC 2.3.1.12 CoA + enzyme N6-(S-acetyldihydrolipoyl)lysine = acetyl-CoA + enzyme N6-(dihydrolipoyl)lysine

EC 1.2.4.1の触媒する反応のうち、ピルビン酸 (CH3COCOOH) からの二酸化炭素 (CO2) の引き抜き（脱炭酸反応）において、補酵素として重要な働きを示す。
脂質の摂取によりチアミンの要求量が減少するが、これは、脂質のβ酸化によりアセチルCoAが合成され、上述の反応を迂回してTCAサイクルに供給されるため、結果として上述の反応の回転速度が落ちるためによる。同様に強い労作や消耗性疾患により要求量が上昇するのは、体内でのATP消費の上昇に反応してTCAサイクルの回転が早まるためによる。
ペントースリン酸経路においてもトランスケトラーゼによるNADPHや、デオキシリボース、リボースといった五炭糖の産生に関与している。また、アルコールの分解にも関与している。抗神経炎作用が知られているが、作用機序などは不明である。

## 研究
日本薬理学会学会誌においてニコチン拮抗作用が報告されている。人体を対象とした実験では、多量投与によって喫煙時の一般症状（顔面蒼白、悪心、嘔吐、振戦、呼吸促迫、心悸亢進等）が著しく軽減したという報告がある。